# Francesco Guarini

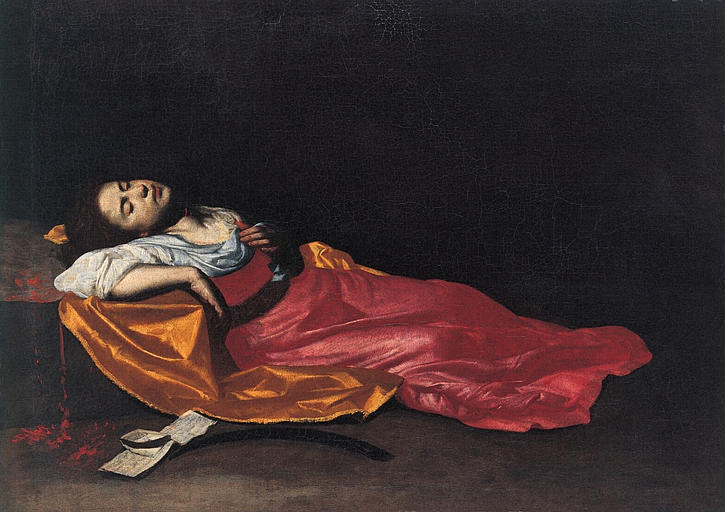
Santa Cecilia martire, Museo di Grenoble

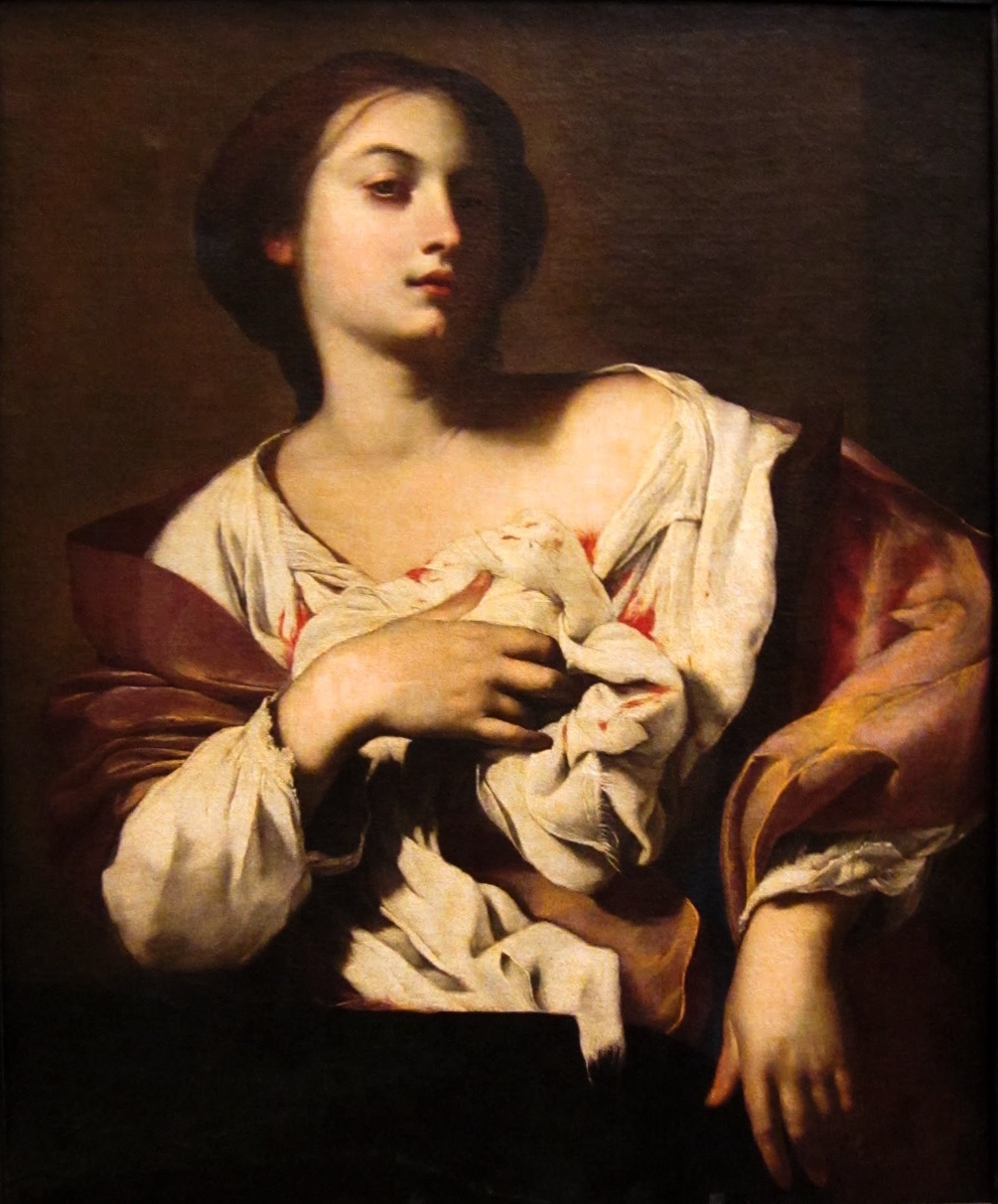
Sant'Agata, Museo nazionale di Capodimonte

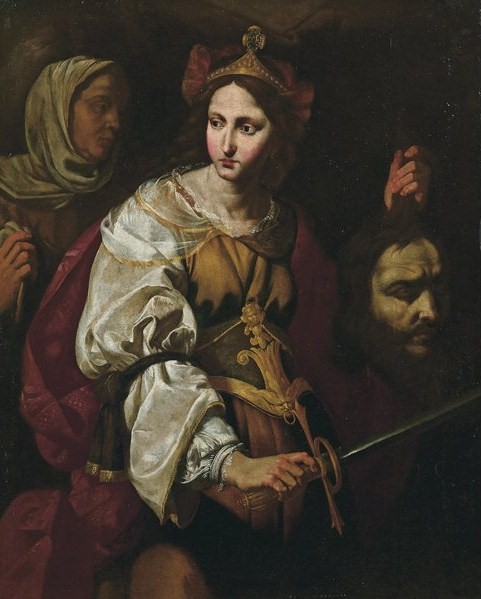
Giuditta, collezione privata

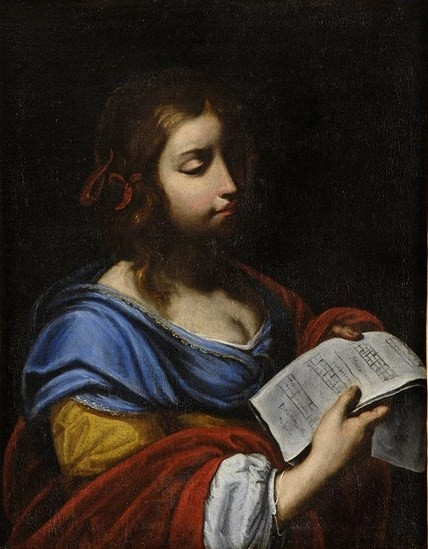
Santa Cecilia

Felice Francesco Antonio Guarini, noto come Francesco Guarini (Solofra, 19 gennaio 1611 – Gravina in Puglia, 23 novembre 1651), è stato un pittore italiano del periodo barocco.

## Biografia
Rappresentante della pittura napoletana seicentesca, Francesco Guarini nacque a Sant'Agata di sopra, territorio di Solofra (oggi Sant'Andrea Apostolo, frazione di Solofra), nel 1611. Figlio di Giovanni Tommaso Guarini, anch'egli pittore, si spostò a Napoli dove fece esperienza, fino al 1628, presso lo studio di Massimo Stanzione, ispirato sia dal Caravaggio che dal Reni. 
La vita di Francesco Guarini, volgarmente detto Ciccio Guarino, fu breve ed operosa, le prime conoscenze dell'arte apprese, derivano dal padre Giantommaso, come testimonia l'opera a quattro mani della parrocchia di Sant'Andrea Apostolo, la Madonna del Rosario (siglata G.T.F. e datata 1634).
Il dipinto si caratterizza per una iconografia tradizionale della Vergine col Bambino e santi animati da una gestualità tardo-cinquecentesca, ma al contempo mostra caratteri stilistici, quelli di Francesco, vicini al caravaggismo di Filippo Vitale e alle opere più antiche di Massimo Stanzione.
Il 25 febbraio 1636 Giovan Tommaso, ormai prossimo alla morte, con un documento legale emancipò il figlio Francesco, conferendogli la responsabilità della bottega; nello stesso anno, il 3 marzo, il pittore venticinquenne firmò il contratto per la realizzazione di ventuno tele per il soffitto del transetto della Collegiata di Solofra, dove il padre aveva già realizzato alcune tele per la decorazione del soffitto della navata centrale, con scene del Vecchio Testamento.
Con questa commissione Francesco Guarini può essere annoverato tra i principali pittori napoletani di seconda generazione seicentesca. Le parti autografe di Francesco sono di una qualità esecutiva talmente alta da rappresentare una frattura netta con i metodi da decoratore “devoto” del padre Giovan Tommaso. In tutto il gruppo delle prime opere della Collegiata Guarini esprime un caravaggismo impassibile, in cui la funzione narrativa è affidata alle luci, ai dettagli di natura morta.
Intorno al 1642-43 l'artista lavorò per la chiesa di Sant'Antonio Abate a Campobasso: per l'altare del santo omonimo nove piccole storie intorno ad una statua cinquecentesca del santo, sull'altare dedicato a San Benedetto quest'ultimo che esorcizza un frate ossesso ed una Pietà come cimasa. L'intaglio delle parti lignee dei due altari, nonostante le depauperazioni subite, sembra stilisticamente vicino ai modi tardo cinquecenteschi dell'intaglio solofrano. Dunque non è escluso che Guarini abbia fornito ai suoi committenti molisani un servizio completo, avvalendosi della bottega paterna per le parti plastiche.
Guarini stringe poi rapporti di committenza con la famiglia Orsini, all'epoca feudatari sui territori di Solofra. Per gli Orsini realizza la Madonna del Rosario (1644-49) per il convento di San Domenico Maggiore a Solofra. Secondo quanto ricorda Bernardo De Dominici, Guarini si trasferisce poi a Gravina di Puglia, centro della potenza economica del ramo meridionale dell'antica famiglia Orsini.
A Gravina il Guarini proseguì una florida attività lavorativa per la famiglia Orsini e le varie chiese del territorio, diventando una figura determinante per la pittura del Seicento di quei territori. Dipinse, oltre a ritratti e scene sacre per gli Orsini, la pala d'altare dal titolo la Madonna del Suffragio (1649-50 circa), per la chiesa di famiglia di Santa Maria del Suffragio. La struttura compositiva del gruppo della Madonna con Bambino è ripresa dalla Madonna delle Anime Purganti di Massimo Stanzione a Napoli, per la chiesa di Santa Maria delle Anime del Purgatorio ad Arco. Guarini realizzò, in modo più articolato rispetto al prototipo di Stanzione, la complessa manovra degli angeli che sollevano le anime del purgatorio verso il cielo e l'angelo di spalle che eleva il possente nudo maschile parzialmente in ombra. Quest'opera rappresenta una delle più potenti espressioni dell'arte matura del Guarini.
Proprio nel momento in cui i primi passi della carriera ecclesiastica di Pier Francesco Orsini, futuro papa Benedetto XIII, avrebbero potuto aprire altre porte alla creatività del Guarini, fornendogli svariate committenze, egli muore. La causa della morte viene raccontata dal De Dominci nelle Vite: Francesco Guarini era innamorato di una giovane donna sposata; quando questa fu uccisa dal marito disonorato, il pittore si abbandonò a sé stesso, morendo nel novembre del 1651.
Questa è una delle ipotesi; è anche probabile che la morte dell'artista sia stata causata da un incidente o da una improvvisa malattia.
La sua morte lasciò nel cordoglio più vivo gli Orsini che gli riservarono fastose esequie.
Allievo di Francesco Guarini fu Angelo Solimena, padre di Francesco Solimena.

## Il dibattito sul cognome

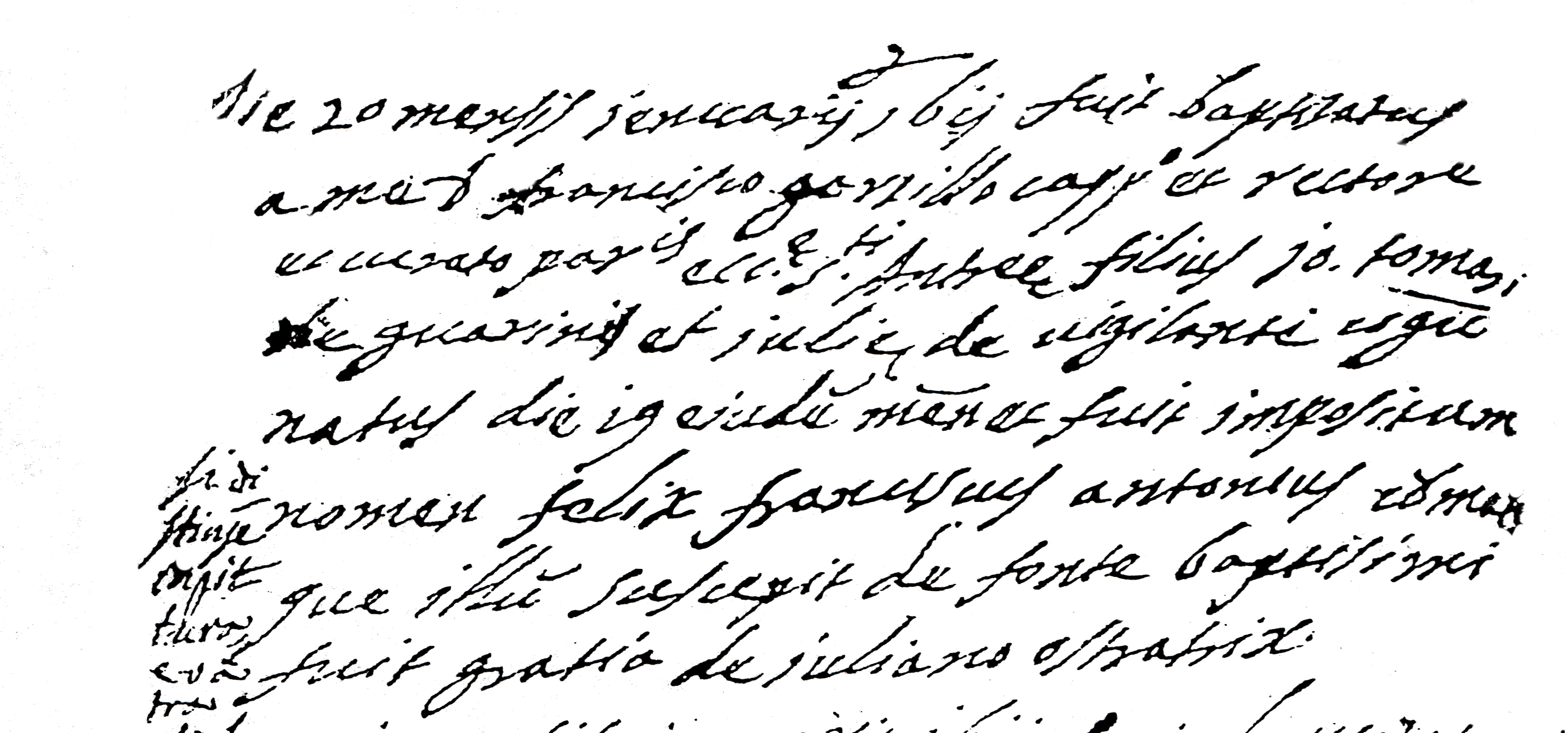
Atto di nascita di Francesco Guarini

Dopo un lungo dibattito non si ha ancora certezza sulla grafia del cognome. Si riportano in seguito le più significative tra le varie fonti a cui è possibile riferirsi:
- Leggendo l'atto di battesimo conservato presso l'archivio parrocchiale di Sant'Andrea Apostolo si nota l'appellativo:" filius jo. tomasi de guarini(s)" e la nota postuma "Si distinse in pittura e va tra gli uomini illustri il nato Francesco Felice Antonio Guarini".
- Il drammaturgo Onofrio Giliberto, nella sua opera "Il vinto inferno da Maria",[6] nelle dediche scrive:" Al Signor Francesco Guarini da Solofra" (vi era un legame di parentela tra i due)
- L’iscrizione posta nel 1653 sul quadro della "Madonna di Costantinopoli", nella chiesa di Sant'Andrea di Solofra, afferma: "Franciscus Guarini pinxit"[7]

Nonostante le numerose fonti storiche che attestano il nome "Guarini", specialmente l'ultima citata, che è una firma autografa, alcuni studiosi ritengono che il cognome corretto sia "Guarino".

## Opere
Tra le opere più importanti vi sono:
- Cristo nell'orto degli ulivi
- Liberazione di San Pietro
- Il sogno di Giuseppe
- Cristo tra i dottori
- Circoncisione
- Annunciazione ai Pastori
- Santa Caterina di Alessandria
- Santa Cecilia.
- Sogno di Giacobbe, Accademia Nazionale di San Luca, Roma
- Apparizione della Vergine a San Felice da Cantalice (1650), chiesa di Santa Maria delle Grazie ad Avellino

Solo la chiesa di Sant'Andrea Apostolo ospita invece:
- Il martirio di Sant'Andrea
- Giuseppe venduto dai fratelli
- Il sacrificio di Isacco
- La Resurrezione
- Sant'Andrea
- Madonna di Costantinopoli
- Madonna dell'Arco

La maggior parte di esse sono raccolte all'interno della Collegiata di Solofra.

## Eventi su Francesco Guarini
Nel 2011, per celebrare i 400 anni di nascita del maestro Francesco Guarini, la città di Solofra ha organizzato eventi artistici ed esecuzioni dal vivo di musiche barocche. I solofrani hanno battezzato l'evento col nome di "Evento Guariniano".